# Wydział II Instrumentalny Akademii Muzycznej im. Karola Lipińskiego we Wrocławiu
Wydział II Instrumentalny Akademii Muzycznej im. Karola Lipińskiego we Wrocławiu – jeden z pięciu wydziałów Akademii Muzycznej im. Karola Lipińskiego we Wrocławiu. Jego siedziba znajduje się przy Placu Jana Pawła II 2 we Wrocławiu.

## Struktura
- Katedra Fortepianu
- Katedra Kameralistyki
- Katedra Instrumentów Smyczkowych
- Katedra Instrumentów Dętych, Perkusji i Akordeonu
- Katedra Organów, Klawesynu i Muzyki Dawnej

## Kierunki studiów
- Instrumentalistyka

## Władze[2]
- Dziekan: prof. dr hab. Urszula Marciniec-Mazur
- Prodziekani: dr hab. Katarzyna Zdybel-Nam